# Rhumsiki

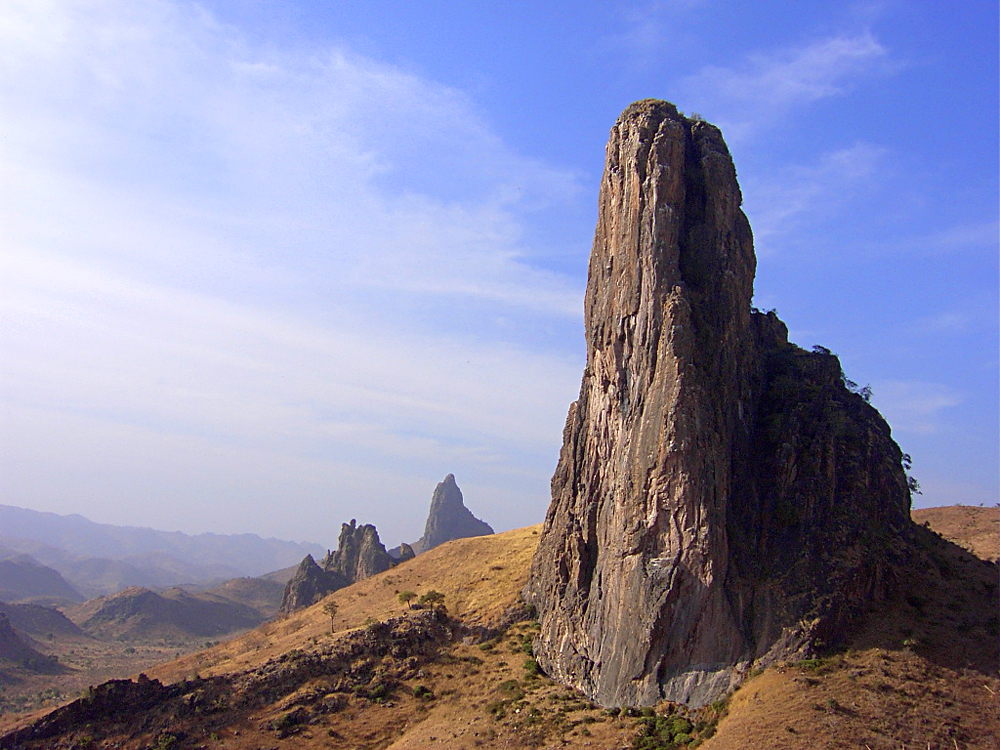
Cim Kapsiki

Rhumsiki, també anomenat Rumsiki i Roumsiki, és un poble en la Província de l'Extrem Nord del Camerun. Rhumsiki és localitzat en el les Muntanyes Mandara a 55 km de Mokolo i 3 km de la frontera amb Nigèria. El poble és similar a molts altres en Camerun del nord. Els habitants, membres del grup ètnic Kapsiki viu en les cases petites construïdes de pedra local i coronat amb sostres fets de branques; aquestes cases són escampades per tot el poble i vall circumdant. No obstant això, Rhumsiki és una de les majors atraccions turístiques populars del Camerun i qualificat amb "el major lloc turístic del nord de Camerun del nord".
L'atracció és el paisatge circumdant. Gwanfogbe, et al., el descriu com "notable", Lonely Planet com "impactant", Rough Guides com "paralitzador de la respiració" i Bradt Guides com un "paisatge gairebé lunar" L'escriptor i explorador André Gide va escriure que l'entorn de Rhumsiki és "un dels paisatges més bonics del món." L'efecte espectacular és creat per colls volcànics circumdants (els romanents de volcans dormits des de fa temps), colades de basalt, i les Muntanyes Mandara. La més gran (i més fotografiada) d'aquestes roques és el Cim Kapsiki, un tap volcànic que assoleix 1,224 m d'altitud.

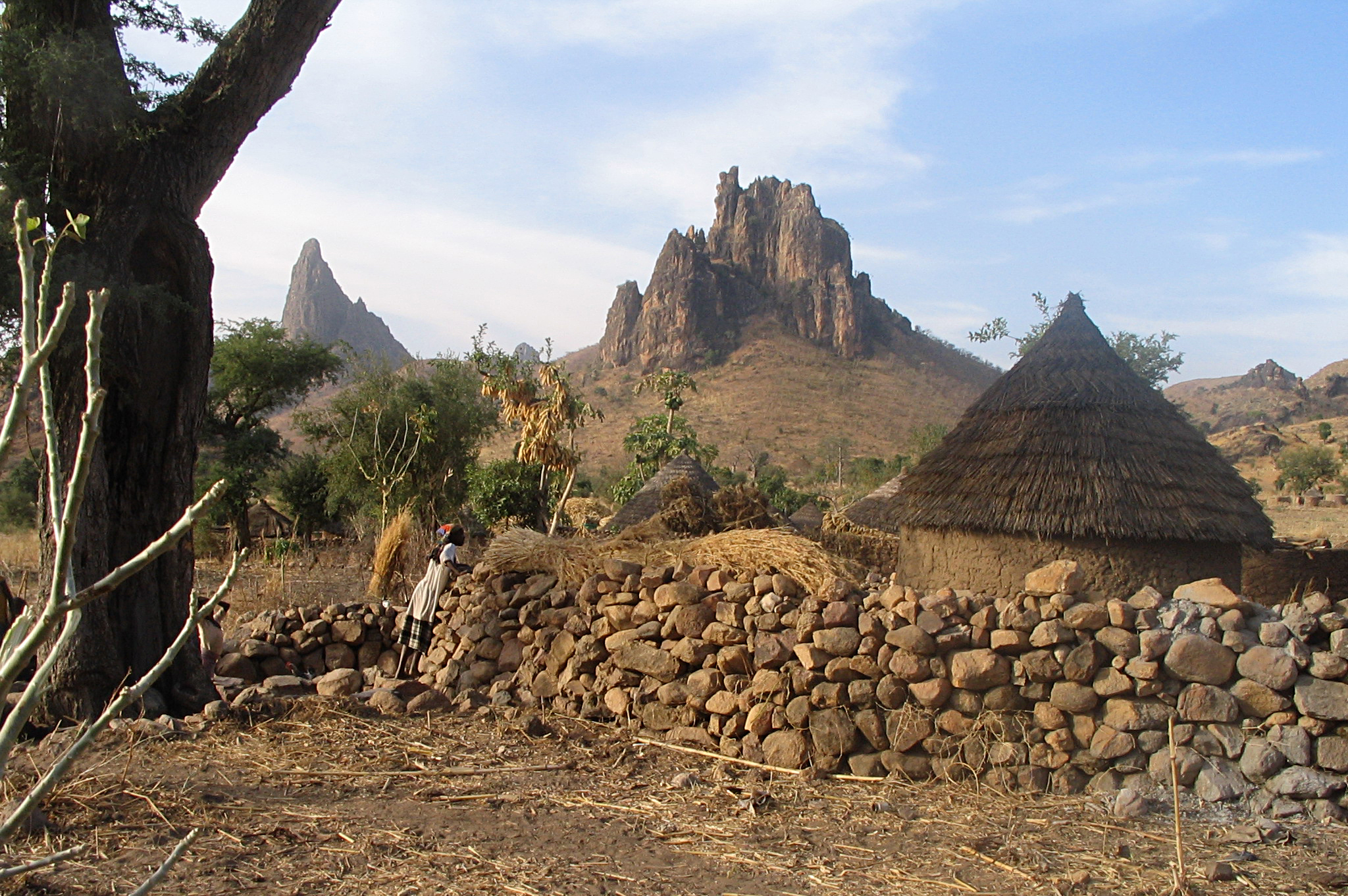
Casa Kapsiki de Rhumsiki

Rhumsiki s'ha adaptat al flux de turistes. Els nens del poble actuen com a guies turístics i mostren als visitants diverses atraccions concertades. Entre aquests hi ha artesans, com ferrers, terrissaires, filadors i teixidors; ballarins nadius; i el féticheur, un endevinador que prediu el futur basat en la manipulació d'un cranc de peces de fusta. Rhumsiki és actualment un punt de parada habitual en els itineraris turístics, un fet que la literatura de viatges desaprova. Rough Guides descriu Rhumsiki com "sobreexplotat" i "fet malbé pel turisme organitzat" i Lonely Planet li dedica el qualificatiu de "quelcom semblant a una trampa per turistes. La visita guiada estàndard al poble porta a The Rough Guide a dubtar de la seva autenticitat: "L'atractiu de la visita consisteix principalment a provar el "veritable" Camerun i el defecte integrat és que com més gent vingui, més es converteix en una vida distorsionada i irreal la del poble."

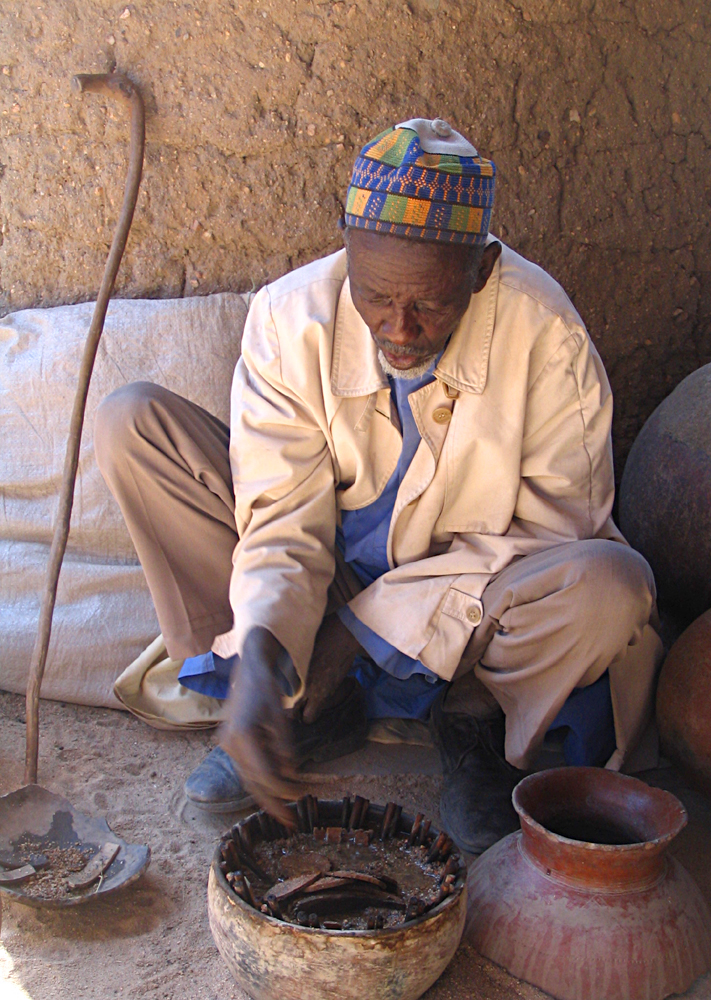
Endevinador de la zona assistit per un cranc i peces de fusta

La forma del Rhumsiki és clarament fàl·lica i tradicionalment, les dones estèrils fent sacrificis al seu peu i modernament allotjant els hotels a parelles en lluna de mel, sempre ha estat una de les característiques dels cims de Rhumsiki.